# موریل پاولو
موریل پاولو (انگلیسی: Muriel Pavlow؛ ‏ ۲۷ ژوئن ۱۹۲۱ – ۱۹ ژانویهٔ ۲۰۱۹) بازیگر اهل بریتانیا بود. مادر او فرانسوی و پدرش روس بود.
از فیلم‌ها یا برنامه‌های تلویزیونی که وی در آن نقش داشته‌است می‌توان به رسیدن به آسمان و پوآرو اشاره کرد.